# Андагра червонощока
Анда́гра червонощока (Anisognathus igniventris) — вид горобцеподібних птахів родини саякових (Thraupidae). Мешкає в Андах.

## Підвиди
Виділяють чотири підвиди:

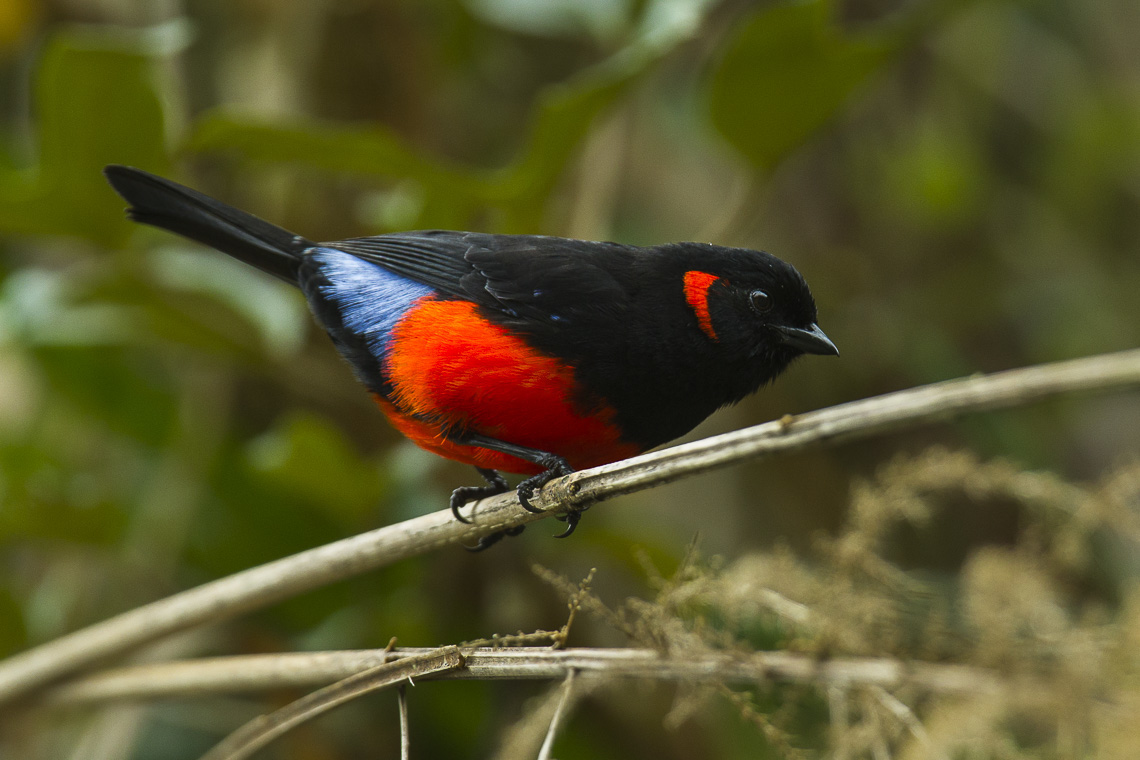
Червонощока андагра (Еквадор)

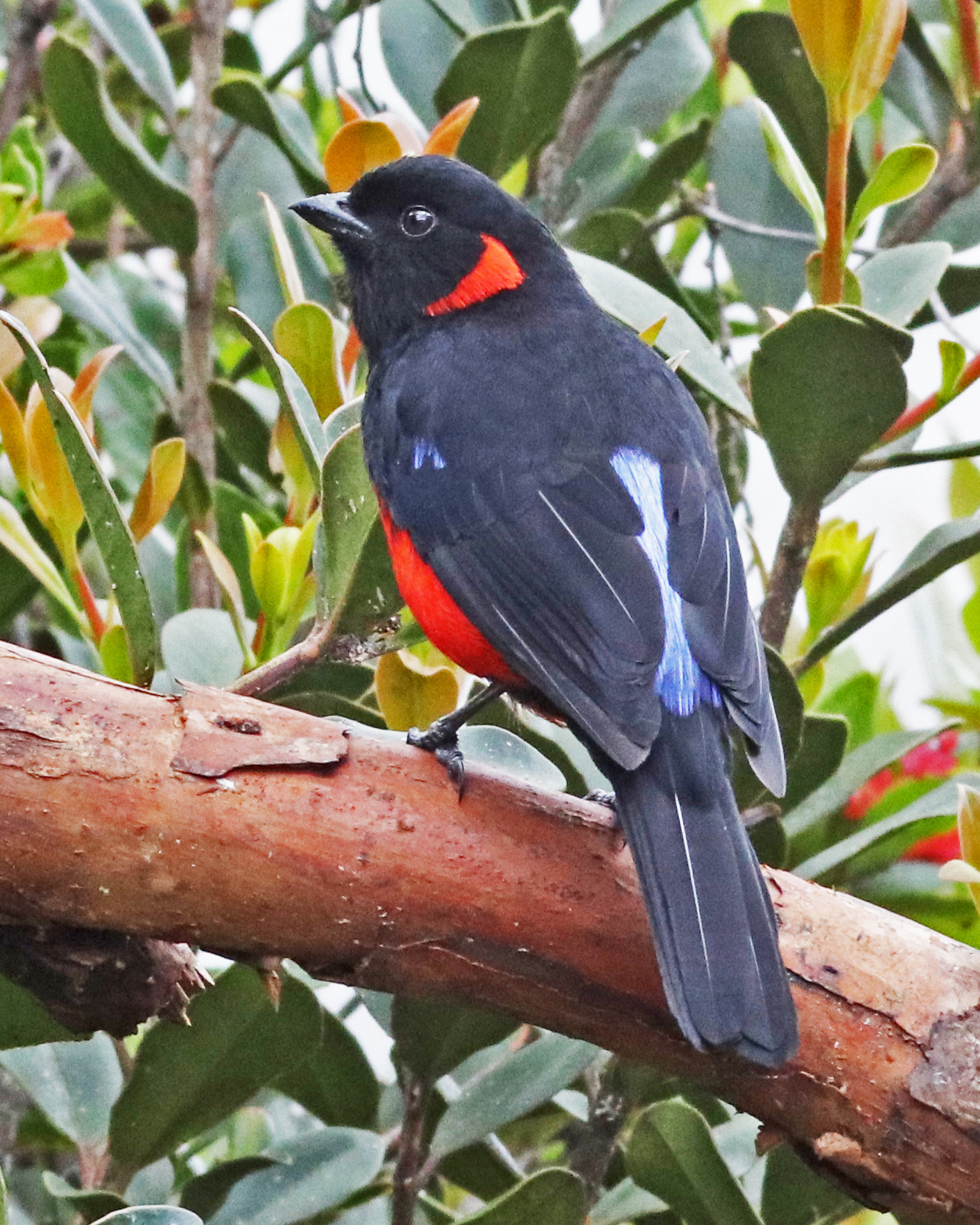
Червонощока андагра (Еквадор)

- A. i. lunulatus (Du Bus de Gisignies, 1839) — Анди на заході Венесуели (Тачира) та на півночі центральної Колумбії;
- A. i. erythrotus (Jardine & Selby, 1840) — Центральний хребет Анд на півдні Колумбії та в Еквадорі;
- A. i. ignicrissa (Cabanis, 1873) — Перуанські Анди (від Кахамарки і Амазонаса до Хуніна);
- A. i. igniventris (d'Orbigny & Lafresnaye, 1837) — Анди в Перу (на південь від Хуніна) та в Болівії (на південь до західного Санта-Крусу).

Деякі дослідники виділяють всі підвиди, крім типового, у окремий вид Anisognathus lunulatus.

## Поширення і екологія
Червонощокі андагри мешкають у Венесуелі, Колумбії, Еквадорі, Перу і Болівії. Вони живуть у вологих гірських тропічних лісах Анд, на узліссях та у високогірних чагарникових заростях. Зустрічаються на висоті від 2600 до 3500 м над рівнем моря.